# Grand Prix Formule 1 van Australië 1995
De Grand Prix Formule 1 van Australië 1995 werd gehouden op 12 november 1995 in Adelaide.

## Uitslag
| Positie | Nummer | Rijder                | Team               | Ronden | Tijd/Opgave         | Startplaats | Punten |
| ------- | ------ | --------------------- | ------------------ | ------ | ------------------- | ----------- | ------ |
| 1       | 5      | Damon Hill            | Williams-Renault   | 81     | 1:49:15.946         | 1           | 10     |
| 2       | 26     | Olivier Panis         | Ligier-Mugen-Honda | 79     | +2 Rondes           | 12          | 6      |
| 3       | 9      | Gianni Morbidelli     | Arrows-Hart        | 79     | +2 Rondes           | 13          | 4      |
| 4       | 7      | Mark Blundell         | McLaren-Mercedes   | 79     | +2 Rondes           | 10          | 3      |
| 5       | 4      | Mika Salo             | Tyrrell-Yamaha     | 78     | +3 Rondes           | 14          | 2      |
| 6       | 23     | Pedro Lamy            | Minardi-Ford       | 78     | +3 Rondes           | 17          | 1      |
| 7       | 21     | Pedro Diniz           | Forti-Ford         | 77     | +4 Rondes           | 21          |        |
| 8       | 16     | Bertrand Gachot       | Pacific-Ilmor      | 76     | +5 Rondes           | 23          |        |
| NF      | 3      | Ukyo Katayama         | Tyrrell-Yamaha     | 70     | Motor               | 16          |        |
| NF      | 2      | Johnny Herbert        | Benetton-Renault   | 69     | Transmissie         | 8           |        |
| NF      | 15     | Eddie Irvine          | Jordan-Peugeot     | 62     | Motor               | 9           |        |
| NF      | 30     | Heinz-Harald Frentzen | Sauber-Ford        | 39     | Versnellingsbak     | 6           |        |
| NF      | 28     | Gerhard Berger        | Ferrari            | 34     | Motor               | 4           |        |
| NF      | 25     | Martin Brundle        | Ligier-Mugen-Honda | 29     | Spin                | 11          |        |
| NF      | 1      | Michael Schumacher    | Benetton-Renault   | 25     | Botsing             | 3           |        |
| NF      | 27     | Jean Alesi            | Ferrari            | 23     | Botsing             | 5           |        |
| NF      | 22     | Roberto Moreno        | Forti-Ford         | 21     | Spin uit de pitlaan | 20          |        |
| NF      | 14     | Rubens Barrichello    | Jordan-Peugeot     | 20     | Spin                | 7           |        |
| NF      | 6      | David Coulthard       | Williams-Renault   | 19     | Crash in pitlaan    | 2           |        |
| NF      | 10     | Taki Inoue            | Arrows-Hart        | 15     | Spin                | 19          |        |
| NF      | 29     | Karl Wendlinger       | Sauber-Ford        | 8      | Fysiek              | 18          |        |
| NF      | 17     | Andrea Montermini     | Pacific-Ilmor      | 2      | Versnellingsbak     | 22          |        |
| DNS     | 24     | Luca Badoer           | Minardi-Ford       |        | Elektrisch probleem | 15          |        |
| NQ      | 8      | Mika Häkkinen         | McLaren-Mercedes   |        | Blessure            |             |        |

## Wetenswaardigheden
- Het was de laatste race in Adelaide. De Grand Prix van Australië 1996 vond plaats in Melbourne. Dit was tevens de volgende Grand Prix.
- Deze race heeft met 520.000 bezoekers over vier dagen het toeschouwersrecord voor een Formule 1-race.
- Mika Häkkinen liep een hoofdblessure op bij een crash op vrijdagmorgen. Enkel een spoedtracheotomie redde zijn leven. Hij herstelde volledig van zijn blessures.
- Dit was de laatste race van Pacific.
- Het was de laatste race waarin Ferrari met een V12 motor aantrad.

## Statistieken
| Pole-position | Damon Hill | Williams-Renault | 1:15.505 |
| Snelste ronde | Damon Hill | Williams-Renault | 1:17.943 |

## Noot
- Dit was de vierhonderdste Grand Prix-start voor een Oostenrijkse coureur.
- Eerste podiumplaats voor Gianni Morbidelli.
- Tweede (opeenvolgende) wereldtitel voor Michael Schumacher en voor een Duitse coureur. Schumacher was de twaalfde wereldkampioen met minstens twee titels op zijn naam. Door het succesvol verdedigen van zijn titel, evenaarde Schumacher het record van Alberto Ascari (1953), Juan Manuel Fangio (1955, 1956, 1957), Jack Brabham (1960), Alain Prost (1986), en Ayrton Senna (1991).

1949 · 1985 · 1986 · 1987 · 1988 · 1989 · 1990 · 1991 · 1992 · 1993 · 1994 · 1995 · 1996 · 1997 · 1998 · 1999 · 2000 · 2001 · 2002 · 2003 · 2004 · 2005 · 2006 · 2007 · 2008 · 2009 · 2010 · 2011 · 2012 · 2013 · 2014 · 2015 · 2016 · 2017 · 2018 · 2019 · 2020 · 2021 · 2022 · 2023 · 2024 · 2025